# Beaufort, Isère
Beaufort este o comună în departamentul Isère din sud-estul Franței. În 2009 avea o populație de 556 de locuitori.

## Evoluția populației
| An        | 1975 | 1982 | 1990 | 1999 | 2006 | 2009 |
| --------- | ---- | ---- | ---- | ---- | ---- | ---- |
| Populație | 337  | 369  | 406  | 415  | 517  | 556  |